# ジェイムス・ロバートソン (探検家)
ジェイムス・ロバートソン (James Robertson 1742年6月28日-1814年9月1日) は、18世紀後半に活動していた現在のアメリカ合衆国テネシー州の探検家、開拓者。初期の頃、ダニエル・ブーンと共に探検し、1770年代、ロバートソンはワトウガ協会の創立に助力し、1776年、チェロキーの攻撃からワトウガ砦の守備を助力した。1779年、ジョン・ドネルソンと共に現在のテネシー州ナッシュビルを創立し、中部テネシー開拓の足がかりとなった。1790年代初期、南西部領土民兵の准将を務めた。

## ワトウガ川峡谷
ロバートソンはバージニア州ブランズウィック郡にスコットランド系アイリッシュ・アメリカンおよびイングランド系アメリカ人を祖先として生まれた。1950年頃、父親はノースカロライナ州ウェイク郡に移住した。彼は父の農場で働き、充分な教育を受けていなかった。
1759年、若い頃、ダニエル・ブーンのアレゲーニー山脈を越えた土地の3回目の探検に参加した。彼らは現在のテネシー州エリザベストンの辺りとなるワトウガ川渓谷沿いに当初ネイティブ・アメリカンが代々受け継いできた「オールド・フィールズ」を発見し、ブーンがケンタッキー州の探検を続けている間、ロバートソンはトウモロコシを植えた。
ロバートソンはノースカロライナ州に戻り、1767年、シャーロット・リーヴスと結婚した。彼は世直しの戦争に参加した。彼らは開拓者のグループと結束して、彼らがバージニア州の一部となると考えていたワトウガ川に戻った。1772年、ワトウガ川、ドー川、ホルストン川、ノリチャッキー川に沿ったテネシー州北東部に入植したロバートソンと開拓者はシカモア砂洲に行き着き、ワトウガ協会となる独立地方政治を創立した。
しかし1772年、測量技師がこの土地を公式にチェロキー族の領土と認めたため、彼らは土地の賃貸交渉を要求した。賃貸交渉が成立しようとした頃、チェロキー戦士が白人に殺害されるという悲劇が起きた。激怒していたネイティヴ・アメリカンは武力をもってしても開拓者達を追い出そうとしていたが、ロバートソンの卓越した外交術により平和的に解決することができた。
1775年、チェロキーとリチャード・ヘンダーソン率いるトランシルヴァニア代表団との条約が作成された。シカモア砂洲条約(またはワトウガ条約)のもと、トランシルヴァニアはチェロキーから現在のケンタッキー州のほとんどとテネシー州の一部となる広大な土地を購入した。ネイティヴ・アメリカンから土地を購入するもととなったこの条約は、政府が特別保護区と指定したことで無効になった(イギリス、バージニア州およびノースカロライナ州政府、そして後にアメリカ合衆国はネイティヴ・アメリカンからの私有地の購入を禁じた)。
この条約が有効であった期間に、チェロキー首長アタクラクラの息子であるドラギング・カヌーが、チェロキーの土地が売買され、チェロキー族が分散してチカマウガ準族を形成したことを嘆くスピーチを行なった。ヘンダーソン率いるトランシルヴァニアが(ショーニー族など他の種族が所有地を主張していたにもかかわらず)ケンタッキーを購入した後、ダニエル・ブーンは移住を容易にするため、カンバーランド山峡を越えてネイティヴ・アメリカンが使用していた道を広げるために雇用を行なった。この道はウィルダネス道として知られるようになった。
ロバートソンのグループはしばらくワトウガに残り平和に暮らしていたが、1776年7月、Chief Old Abraham of Chilhowee がチェロキー代表団を率いてワトウガ砦(ワトウガ協会により防御のために建てられた長い砦)を攻撃した。ジョン・カーター、ロバートソン、ジョン・セビア副官が率いる40名の代表団は2週間におよぶ包囲攻撃に抵抗した。同年後半、チェロキーが屈服させられ、ノースカロライナ州政府がロバートソンにネイティヴ・アメリカン代理人を命じ、チェロキー首都に侵入して彼らを捕獲し、アメリカ独立戦争でのイギリス軍の攻撃を阻止することとなった。

## ナッシュボロ砦
1779年春、彼とジョン・ドネルソンは現在のテネシー州ナッシュビルとなる土地にナッシュボロ砦を創立し、後にノースカロライナの一部となった。彼はノースカロライナ議会のデイヴィッドソン郡 (テネシー州)(デイビッドソン郡 (ノースカロライナ州)とは別である)選出議員を務め、町を形成し、この地の最初の学校であるデイヴィッドソン・アカデミーを創立した。
ロバートソンはスペイン知事がアメリカから離れ、ワトウガ植民地およびケンタッキーを含む独立政府の擁立をする代わりに、和平案としてミシシッピ川の自由航行を認めることを要求されたが、彼はこれを拒否した。1790年、アメリカ合衆国大統領ジョージ・ワシントンは彼を地域的な民兵の准将に任命し、兵役は1796年まで続いた。彼とセビアは共にテネシー住民からの尊敬と愛情を受け、1814年に彼が亡くなるまでネイティヴ・アメリカンの担当を続けた。
1814年、ロバートソンはメンフィス近くで亡くなり埋葬されたが、1825年、ナッシュビル市立墓地に埋葬しなおされた。彼の息子フィリックス・ロバートソン(1781年-1865年)はナッシュビル市長を1818年から1819年および1827年から1829年の2回務めた。
第二次世界大戦の際、リバティ船に彼の功績を称え「SSジェイムス・ロバートソン」と名付けられた。

## 関連事項
- オーヴァーマウンテン・メン
- ヴァレンタイン・セヴィア
- アイザック・シェルビー